# 尼努塔绳蜥属
尼努塔绳蜥属（学名：Ninurta），也称尼鲁非洲蜥蜴属，是非洲蜥蜴科的一属。

## 下属物种
本属包括以下物种：
- Ninurta coeruleopunctatus (Hewitt & Methuen, 1913)

## 保育狀況
本属所有种均被列為《瀕危野生動植物種國際貿易公約》附錄二的物種，被限制出口及貿易。